# Xanthorhoe linearia
Xanthorhoe linearia là một loài bướm đêm trong họ Geometridae.